# Madhouse (single de Anthrax)
"Madhouse", foi o segundo single lançado pela banda estadunidense de thrash metal Anthrax, e o primeiro single do álbum Spreading the Disease.
A canção ficou em  46º lugar na lista "100 Maiores Canções de Hard Rock" do canal  VH1.

## Faixas
1. Madhouse - 04:20
2. A.I.R. - 05:45
3. God Save the Queen (Sex Pistols cover) - 03:02

## Integrantes
- Joey Belladonna - vocal
- Frank Bello- baixo
- Scott Ian - guitarra rítmica, vocal de apoio
- Dan Spitz - guitarra rítmica
- Charlie Benante - bateria

Produção
- Carl Canedy - Produtor
- Jon Zazula - Produtor
- Alex Perialas - Engenharia acústica
- Howie Weinberg - Masterização